# Bob Garretson
Pour les articles homonymes, voir Garretson.
Bob Garretson, né le 8 avril ou le 8 septembre 1933 à Burbank (Californie) et mort le 13 avril 2025 à Warrenton (Virginie), est un pilote automobile américain sur circuits à bord de voitures de sport Grand Tourisme, spécialiste de courses d'endurance.

## Biographie
Bob Garretson vient assez tardivement à la compétition la quarantaine largement entamée, et sa carrière s'étale alors en course sur six années de 1978 à 1983, vendant par la suite les équipements de son équipe (après sa quatrième participation aux 24 Heures de Daytona, étant quatre fois classé dans les dix premiers de l'épreuve).
Au début des années 1980, son entreprise de compétition est basée à Mountain View (CA) après avoir quitté le Dick Barbour Racing (team de ses débuts), en 1980.
Il participe à cinq reprises consécutives aux 24 Heures du Mans (toutes sur des Porsche 935 Turbo, dont deux avec Anny-Charlotte Verney) de 1978 à 1982, se classant deux fois dans les dix premiers et obtenant une sixième place en 1981 (meilleur classement d'une française dans l'épreuve mancelle à ce jour), sur Porsche 935 type K3. En 1978 il sort indemne d'un accident à Mulsanne aux Hunaudières alors que sa voiture est détruite, pour sa première sortie mancelle.
Bob Garretson meurt le 13 avril 2025 à l'âge de 92 ans,.

## Palmarès

### Titre
- Premier (et unique américain) Champion du monde des voitures de sport, en 1981, sur Porsche 935 Turbo, avec 127 points (Bobby Rahal son principal partenaire terminant troisième, et Brian Redman 10e);

### Victoires et podiums notables
- 12 Heures de Sebring en 1978, avec Brian Redman et Charles Mendez (pl) sur Porsche 935 Turbo;
- 24 Heures de Daytona en 1981, avec Bobby Rahal et Brian Redman sur Porsche 935 Turbo (Garretson Racing/Style Auto team);
  - 2e des 5 Heures de Riverside en 1980, sur Porsche 935 Turbo (avec Bobby Rahal);
  - 2e des 6 Heures de Daytona en 1980, sur Mazda RX-3 (en) (avec Joe Varde (en));
  - 2e des 1 000 kilomètres de Brands Hatch en 1981, sur Porsche 935;
  - 3e des 12 Heures de Sebring en 1979, sur Porsche 935;
  - 3e des 500 miles "Road America" en 1980, sur Porsche 935;
  - 3e des 6 Heures de Watkins Glen en 1981, sur Porsche 935;
  - 3e des 24 Heures de Daytona en 1982, sur Porsche 935.